# Fethiye
Fethiye (in greco Μάκρη?, Makri) è una città della Turchia, centro dell'omonimo distretto della provincia di Muğla, e si affaccia sul golfo omonimo.
Fethiye è una stazione turistica molto frequentata in estate.

## Storia

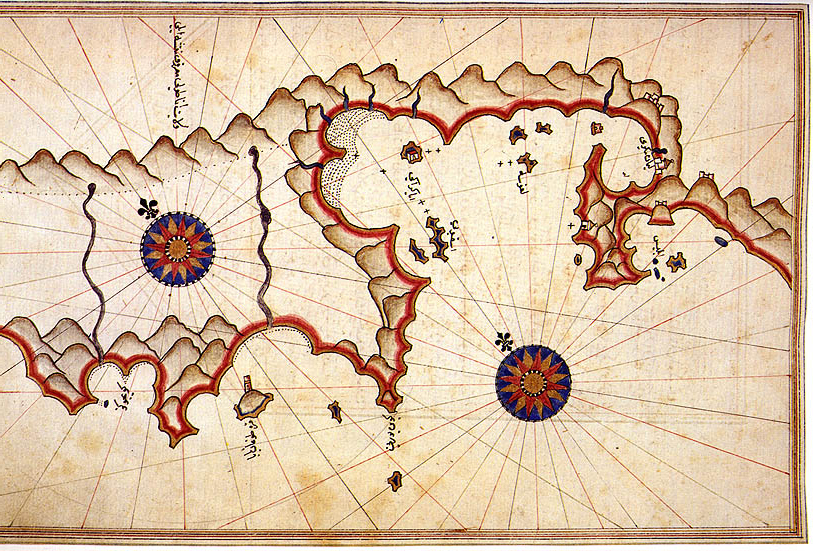
Carta delle coste del porto di Piri Reìs

La città sorge sul sito dell'antica Telmesso. Nell'VIII secolo cambiò nome in Anastasiopoli in onore dell'imperatore bizantino Anastasio II. Nel 1284, la città venne conquistata dai turchi e fece parte del Beilicato di Menteşe prendendo il nome di Makri (in turco Meğri), fu incorporata all'impero ottomano nel 1424.
Nel 1924, con lo scambio di popolazioni tra Grecia e Turchia, intervenuto dopo il Trattato di Losanna del 1923, gli abitanti di origine greca si trasferirono a Nea Makri (in greco Νέα Μάκρη?, Nuova Makri) nell'Attica, a 25 km da Atene.
La città turca prese allora il nome attuale, in ricordo del capitano Fethi Bey, uno dei primi aviatori turchi, morto nella regione del Golan, in un incidente aereo, nel febbraio del 1914.